# Hyperion (häst)
Hyperion, född 1930, död 1960, var ett engelskt fullblod, mest känd för att ha segrat i Epsom Derby (1933) och St Leger Stakes (1933).

## Historia
Hyperion föddes upp och ägdes av Edward Stanley, 17:e earl av Derby i England. Han var fux trots att både föräldrarna var bruna. Till en början var Hyperion så liten och svag att det först var menat att han inte skulle tränas alls men Hyperion fick en chans och visade sig ha en enorm kraft. På hemmaplan var han lat och slö och visade ingen talang alls vilket ledde till att tränaren Lambton hotade med att säga upp sig när ägaren ville anmäla honom till ett lopp. Hyperion var inte speciellt omtyckt under sin debut i Doncaster. Tränaren Lambton tittade inte ens på loppet. Men Hyperion blev som förbytt och visade mer energi på banan och slutade som fyra.
Efter det var man fortfarande osäker på Hyperion som överraskade alla när han vann Prince Wales Stakes med tre längder. Året efter det fick Hyperion vara ledig med undantag för enskilda små lopp, ända tills det var dags för hans viktigaste lopp The Ascot Gold Cup. Men den nya tränaren Culledge Ledger visste inte om hans lathet på hemmaplan och hade varit alldeles för lätt i Hyperions träning så under Ascot var hästen så uttröttad att det blev ett fiasko även om Hyperion slutade trea.
Hyperion blev till slut en utmärkt avelshingst även om flera av hans avkommor aldrig registrerades då detta var under Andra världskrigets sista skede. Han blev ledande avelshingst i Storbritannien och Irland sex gånger (1940, 1941, 1942, 1945, 1946, 1954).
Han avled 1960 i sin hage på samma gård där han föddes och hade bott hela sitt liv.